# Valquíria Dullius
Valquíria Carboni Dullius est une joueuse de volley-ball brésilienne née le 19 août 1994 à Porto Alegre (Rio Grande do Sul). Elle mesure 1,88 m et joue au poste de centrale. 

## Clubs
| Club                       | De        | À         |
| -------------------------- | --------- | --------- |
| SOGIPA                     | 2003-2004 | 2009-2010 |
| ADC Bradesco               | 2010-2011 | 2012-2013 |
| Minas Tênis Clube          | déc 2013  | 2015-2016 |
| Vôlei Bauru                | 2016-2017 | 2019-2020 |
| Rio de Janeiro Volêi Clube | 2020-2021 | …         |

## Palmarès

### Équipe nationale
- Championnat d'Amérique du Sud  des moins de 18 ans
  - Vainqueur : 2010.
- Coupe panaméricaine
  - Finaliste : 2012.
- Coupe panaméricaine des moins de 23 ans
  - Finaliste : 2012.
- Championnat d'Amérique du Sud
  - Vainqueur : 2013.
- Championnat d'Amérique du Sud  des moins de 22 ans
  - Vainqueur : 2014.
- Championnat du monde des moins de 23 ans
  - Vainqueur : 2015.

### Distinctions individuelles
- Championnat du monde de volley-ball féminin des moins de 20 ans 2013: Meilleures centrales[2].
- Championnat d'Amérique du Sud féminin de volley-ball des moins de 22 ans 2014: Meilleures centrales[3].